# Гельсінкі
Ге́льсінки — столиця й найбільше місто Фінляндії, розташоване на березі Фінської затоки Балтійського моря; адміністративний, політичний, економічний і освітньо-культурний центр країни.
Символами міста є вивірка й клен.

## Географія і клімат
Місто розташоване в скелястій місцевості. Історичний центр міста — на півострові з сильно порізаною береговою лінією. Перепади висот у місті значні, а скелі — звична складова частина пейзажу. На річках у межах міста є водоспади.
Клімат Гельсінкі помірний, перехідний між континентальним і морським. Зима в місті — тривала і сніжна, літо — прохолодне й коротке. Максимум опадів припадає на осінь.
| Клімат Гельсінкі (Helsinki) (Kaisaniemi) | Клімат Гельсінкі (Helsinki) (Kaisaniemi) | Клімат Гельсінкі (Helsinki) (Kaisaniemi) | Клімат Гельсінкі (Helsinki) (Kaisaniemi) | Клімат Гельсінкі (Helsinki) (Kaisaniemi) | Клімат Гельсінкі (Helsinki) (Kaisaniemi) | Клімат Гельсінкі (Helsinki) (Kaisaniemi) | Клімат Гельсінкі (Helsinki) (Kaisaniemi) | Клімат Гельсінкі (Helsinki) (Kaisaniemi) | Клімат Гельсінкі (Helsinki) (Kaisaniemi) | Клімат Гельсінкі (Helsinki) (Kaisaniemi) | Клімат Гельсінкі (Helsinki) (Kaisaniemi) | Клімат Гельсінкі (Helsinki) (Kaisaniemi) | Клімат Гельсінкі (Helsinki) (Kaisaniemi) |
| Показник                                 | Січ.                                     | Лют.                                     | Бер.                                     | Квіт.                                    | Трав.                                    | Черв.                                    | Лип.                                     | Серп.                                    | Вер.                                     | Жовт.                                    | Лист.                                    | Груд.                                    |                                          |
| Абсолютний максимум, °C                  | 8,5                                      | 11,8                                     | 15,1                                     | 21,9                                     | 27,6                                     | 30,9                                     | 34,0                                     | 31,2                                     | 26,2                                     | 17,5                                     | 11,6                                     | 9,8                                      |                                          |
| Середній максимум, °C                    | −1,7                                     | −2,3                                     | 1,2                                      | 6,8                                      | 14,0                                     | 18,7                                     | 20,9                                     | 19,3                                     | 14,9                                     | 8,6                                      | 3,6                                      | 0,2                                      |                                          |
| Середня температура, °C                  | −4,3                                     | −5                                       | −1,5                                     | 3,6                                      | 10,0                                     | 14,9                                     | 17,3                                     | 16,0                                     | 11,0                                     | 6,2                                      | 1,4                                      | −2,4                                     |                                          |
| Середній мінімум, °C                     | −6,9                                     | −7,7                                     | −4,2                                     | 0,4                                      | 6,0                                      | 11,0                                     | 13,7                                     | 12,6                                     | 8,1                                      | 3,8                                      | −0,8                                     | −5                                       |                                          |
| Абсолютний мінімум, °C                   | −34,3                                    | −31,5                                    | −24,5                                    | −16,3                                    | −4,8                                     | 0,7                                      | 5,4                                      | 2,8                                      | −4,5                                     | −11,6                                    | −18,6                                    | −29,5                                    |                                          |
| Норма опадів, мм                         | 47                                       | 36                                       | 38                                       | 36                                       | 32                                       | 49                                       | 62                                       | 78                                       | 66                                       | 73                                       | 68                                       | 58                                       |                                          |
| ---------------------------------------- | ---------------------------------------- | ---------------------------------------- | ---------------------------------------- | ---------------------------------------- | ---------------------------------------- | ---------------------------------------- | ---------------------------------------- | ---------------------------------------- | ---------------------------------------- | ---------------------------------------- | ---------------------------------------- | ---------------------------------------- | ---------------------------------------- |
| Джерело: Статистика за період 1971–2000  |                                          |                                          |                                          |                                          |                                          |                                          |                                          |                                          |                                          |                                          |                                          |                                          |                                          |

## Історія
Місто Гельсінкі засновано 1550 року наказом шведського короля Густава I Вази в гирлі річки Вантаа. 1643 року його перенесли південніше — на сучасне місце, що було пов'язано з тим, що гавань виявилась надто мілкою.
У ході Великої Північної війни, у травні й липні 1713 року, а також 24 серпня 1742 року, у ході Російсько-шведської війни 1741—1743 років, місто захоплювали війська Російської імперії.

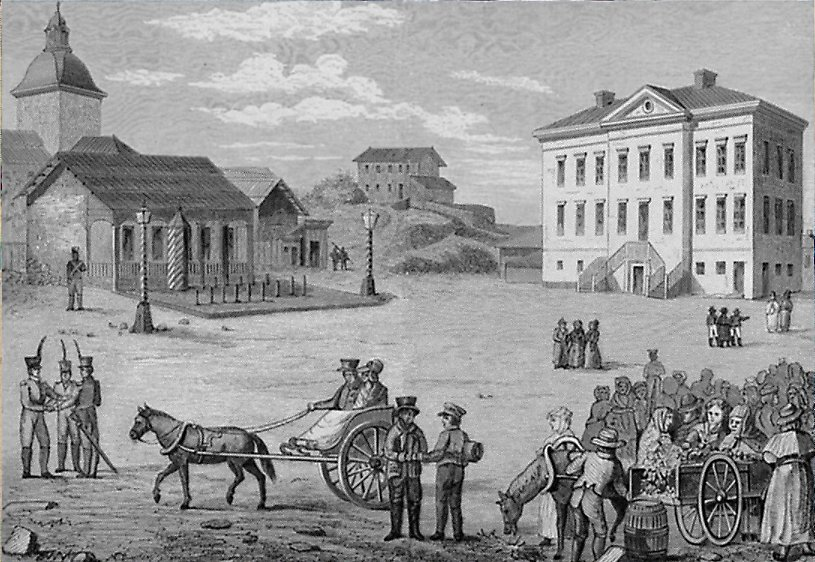
Середмістя Гельсінкі 1820 року, тобто перед великою реконструкцією. Малюнок К. Л. Енгеля

1748 року на островах поблизу Гельсінкі шведи розпочали будівництво фортеці Свеаборг (фінською Суоменлінна), покликаної захистити місто з моря. У результаті почалося зростання міста, з'явилися перші міські кам'яниці. Проте столицею шведської Фінляндії залишалося Турку (Або).
18 лютого 1808 року, у ході нової Російсько-шведської війни 1808—1809 років, місто знову захопили російські війська, і воно остаточно закріпилося за росіянами 1809 року за Фредріксгамнським договором.
1812 року, через три роки після приєднання Фінляндії до Російської імперії, Гельсінкі проголошено столицею Великого князівства Фінляндського. Гельсінкі стало значним культурним центром: 1873 року в місті засновано оперний театр, 1882 року — Інститут музики.
Починаючи від 1917 року Гельсінкі — столиця незалежної Фінляндії.
У роках Другої світової війни місто зазнало 50 бомбардувальних нальотів радянської авіації, але завдяки дієвості столичної протиповітряної оборони і заходам з дезорієнтації літаків противника на місто впало лише 5 % бомб, ураховуючи й ті, що розірвалися в нежитлових паркових зонах. Це дало змогу пережити рекордну кількість бомбардувань з мінімальними втратами.
Після Другої світової війни місто стрімко розвивається. 1952 року Гельсінкі приймало Літні Олімпійські ігри 1952 року, у 1971 та 1994 роках — чемпіонати Європи з легкої атлетики, а в 2007 році — конкурс «Євробачення».
2000 року місто відсвяткувало своє 450-річчя й було Культурною столицею Європи, а 2012 року було Світовою столицею дизайну.

## Населення
| Рік  | Населення |
| ---- | --------- |
| 1550 | 1 500     |
| 1700 | 4 000     |
| 1750 | 6 000     |
| 1800 | 15 000    |
| 1850 | 50 000    |
| 1875 | 100 000   |
| 1900 | 180 000   |
| 1930 | 400 000   |
| 1950 | 610 000   |
| 1975 | 900 000   |
| 2004 | 1 240 000 |

Населення міста станом на рік — 675 тисяч жителів (2023). Іноземні громадяни становлять приблизно 18 % населення міста. Два міста, що прилягають до Гельсінкі:
- Еспоо — 314 тис. жителів;
- Вантаа — 247 тис. жителів.

Гельсінкі разом з містами-супутниками Вантаа, Еспоо та Кауніайнен утворює столичний регіон з населенням понад мільйон осіб. Населення Великого Гельсінкі, територія якого включає 12 комун, перевищує 1 500 000 осіб.

### Мовна ситуація
У часи входження Фінляндії у склад Швеції в Гельсінкі переважало шведськомовне населення, насамперед представники шляхти. 1870 року, коли Фінляндія входила в склад Російської імперії, панівними офіційними мовами в місті були шведська (57 %), фінська (25,9 %), російська (12,1 %); були поширені також німецька (1,8 %) та інші мови (3,2 %).
До 1890 року завдяки міграції фінських селян до міст і політиці російської влади, зацікавленої в послабленні шведського впливу, співвідношення стало таким: 45,6 % — шведська мова, 45,5 % — фінська, 6 % — російська і 2,9 % — інші.
У теперішній час офіційними в Гельсінкі визнаються дві мови — фінська і шведська, при цьому 86 % населення міста розмовляють фінською, 6 % — шведською, близько 4 % уважають рідною російську мову і ще 4 % — інші мови.

## Муніципалітет

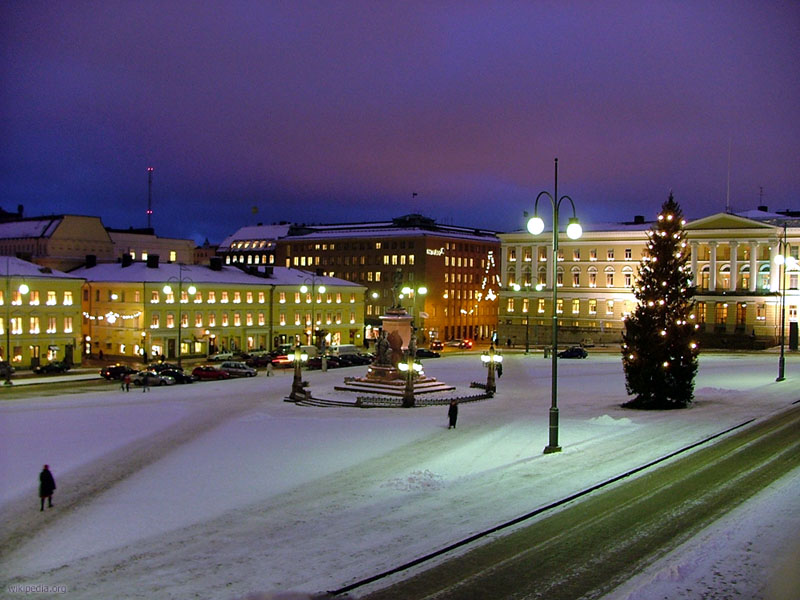
Центральна Сенатська площа

Рада депутатів Гельсінкі складається з 85 осіб, яких обирають жителі строком на 4 роки.
Роль депутатів — виконання запитів громадян, постановка перед муніципалітетом завдань загального та економічного характеру та контроль за їх виконанням, а також проведення політики підвищення активності громадян і створення умов для можливості впливу на рішення муніципальної влади.
До функцій депутатів входить вирішення повсякденних завдань муніципалітету, питань фінансування і ведення економічної діяльності, питань надання послуг громадянам, вибір ревізорів та членів виконавчих органів, затвердження бюджету тощо.

## Економіка

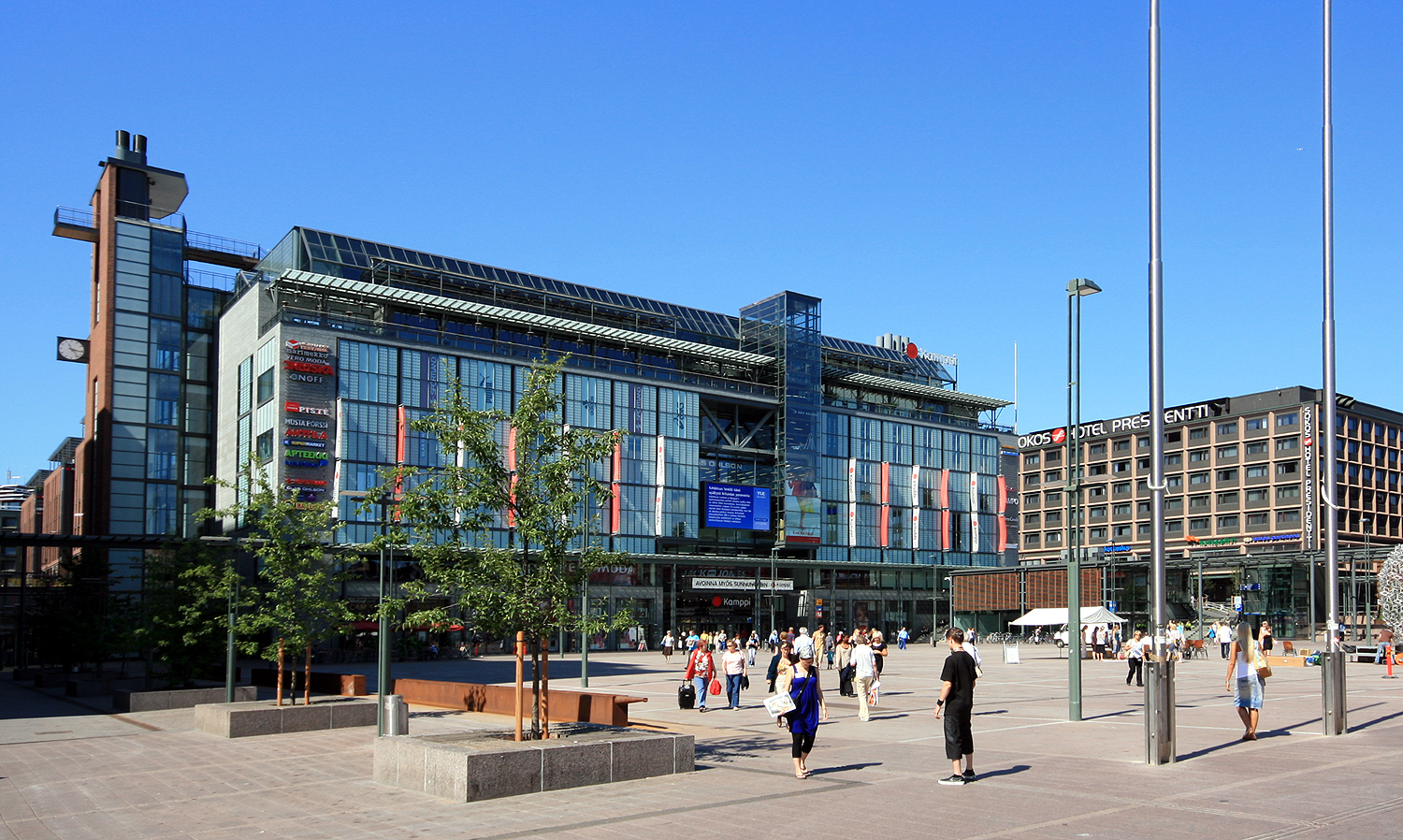
Kamppi Center, торговельно-транспортний комплекс у районі Камппі

Гельсінкі є центром регіону Великий Гельсінкі — економічної зони з 1,3 млн жителів та 660 тис. робочих місць. Столичний регіон формує близько 1/3 ВВП Фінляндії, а показник ВВП на душу населення тут приблизно в 1,3 раза більший ніж пересічний по країні.
Валова вартість Гельсінського столичного району вдвічі перевищує пересічні показники з 27 європейських метрополій, які дорівнюють даним, наприклад, по Стокгольму чи Парижу. І ця валова вартість останнім часом (2000-ні) стабільно демонструє щорічне зростання на рівні близько 4 %.
83 зі 100 найбільших фінських компаній мають власні штаб-квартири у Великому Гельсінкі (у тому числі й спільна фінсько-шведська лісопромислова компанія Stora Enso). Дві третини з 200 найбільш високооплачуваних управлінців-менеджерів Фінляндії проживають у Великому Гельсінкі і 42 % — безпосередньо в місті.

## Транспорт

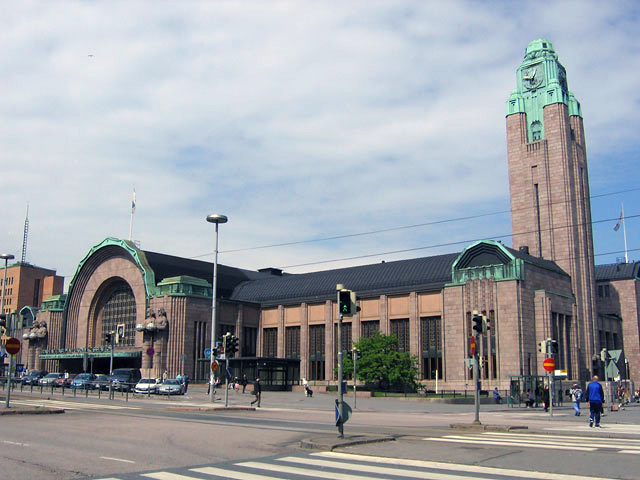
Центральний вокзал Гельсінкі

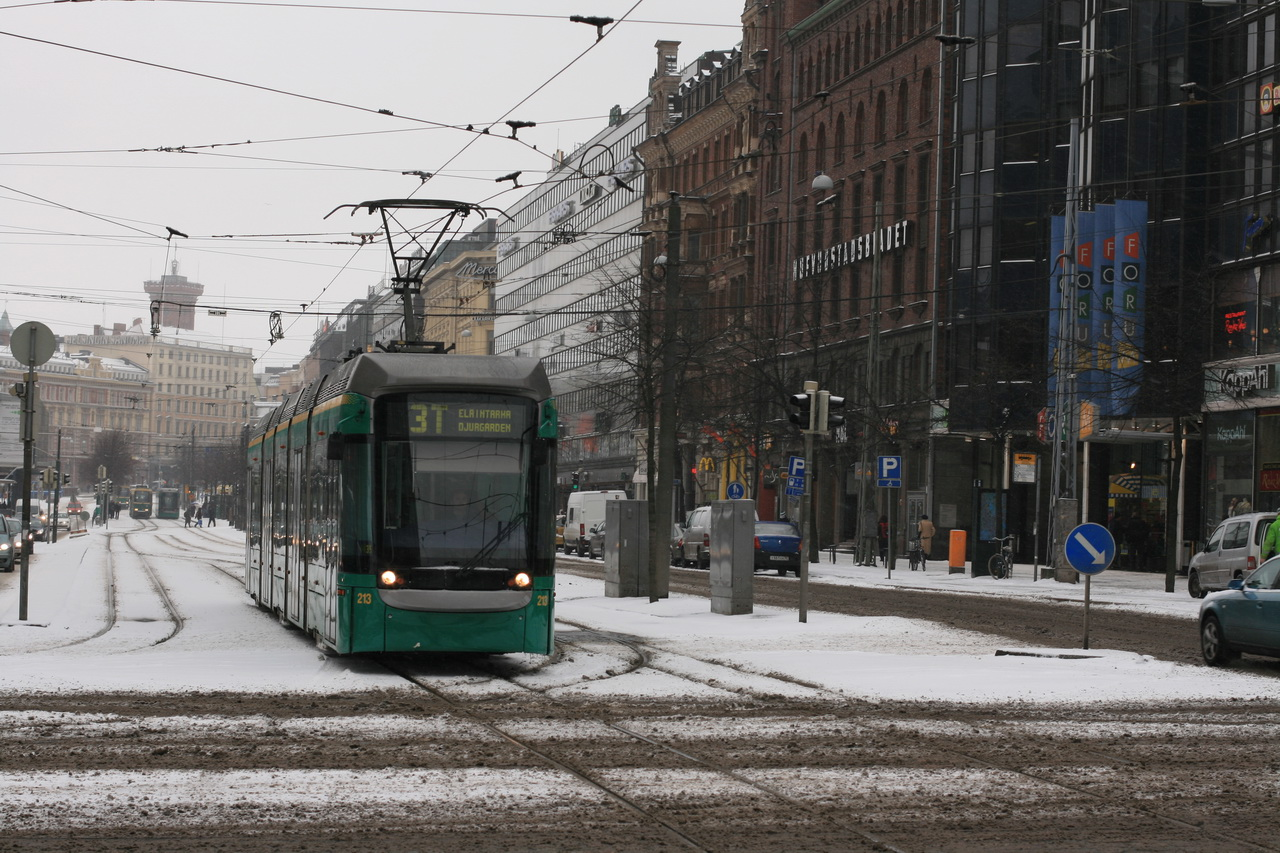
Гельсінський трамвай

Біля Гельсінкі, у місті Вантаа, діє міжнародний аеропорт Гельсінкі-Вантаа, через який проходить майже 90 % рейсів на території Фінляндії.
У місті — великий порт, звідки здійснюються міжнародні пасажирські перевезення по всьому Балтійському морю. Поромні компанії Tallink Silja, Viking Line, Finnlines, Stella Lines забезпечують регулярні цілорічні відправлення в Таллінн, Стокгольм, Росток, Любек/Травемюнде, Санкт-Петербург.
Гельсінкі — важливий північноєвропейський залізничний вузол. У грудні 2010 року, зокрема, був пущений новий потяг «Алегро» між Гельсінкі та Санкт-Петербургом, що скоротив час у дорозі між містами до 3,5 години. Нині здійснюються дослідження й ведуться роботи з проектування підводного залізничного тунелю між Гельсінкі і Таллінном — його можлива довжина становить 60—80 км, орієнтовний термін будівництва — 10—15 років.
Громадський транспорт у Гельсінкі представлений метрополітеном, трамваями (у центрі і прилеглих до нього частинах міста), автобусами, приміськими потягами і муніципальними поромними лініями Кауппаторі — Суоменлінна, Катаянокка — Суоменлінна і Гаканіемі — Суоменлінна. Громадський транспорт у місті управляється міським транспортним управлінням Гельсінкі (фін. HKL, Helsingin kaupungin liikennelaitos, швед. HST, Helsingfors stads trafikverk).
Гельсінкі чітко поділяється на дві частини — історичну західну і сучаснішу східну (Itä-Helsinki,Östra Helsingfors), які сполучаються єдиною лінією метрополітену, а також великою мережею автодоріг.
У теплу пору року в Гельсінкі в 2000-х роках діяв сервіс безкоштовних громадських велосипедів CityBike — з численних велостоянок у середмісті кожен охочий міг узяти тимчасово велосипед під невелику грошову заставу для пересування в міському центрі, однак у 2010 році дія цієї програми була призупинена.

## Стандарти життя і соціальна сфера

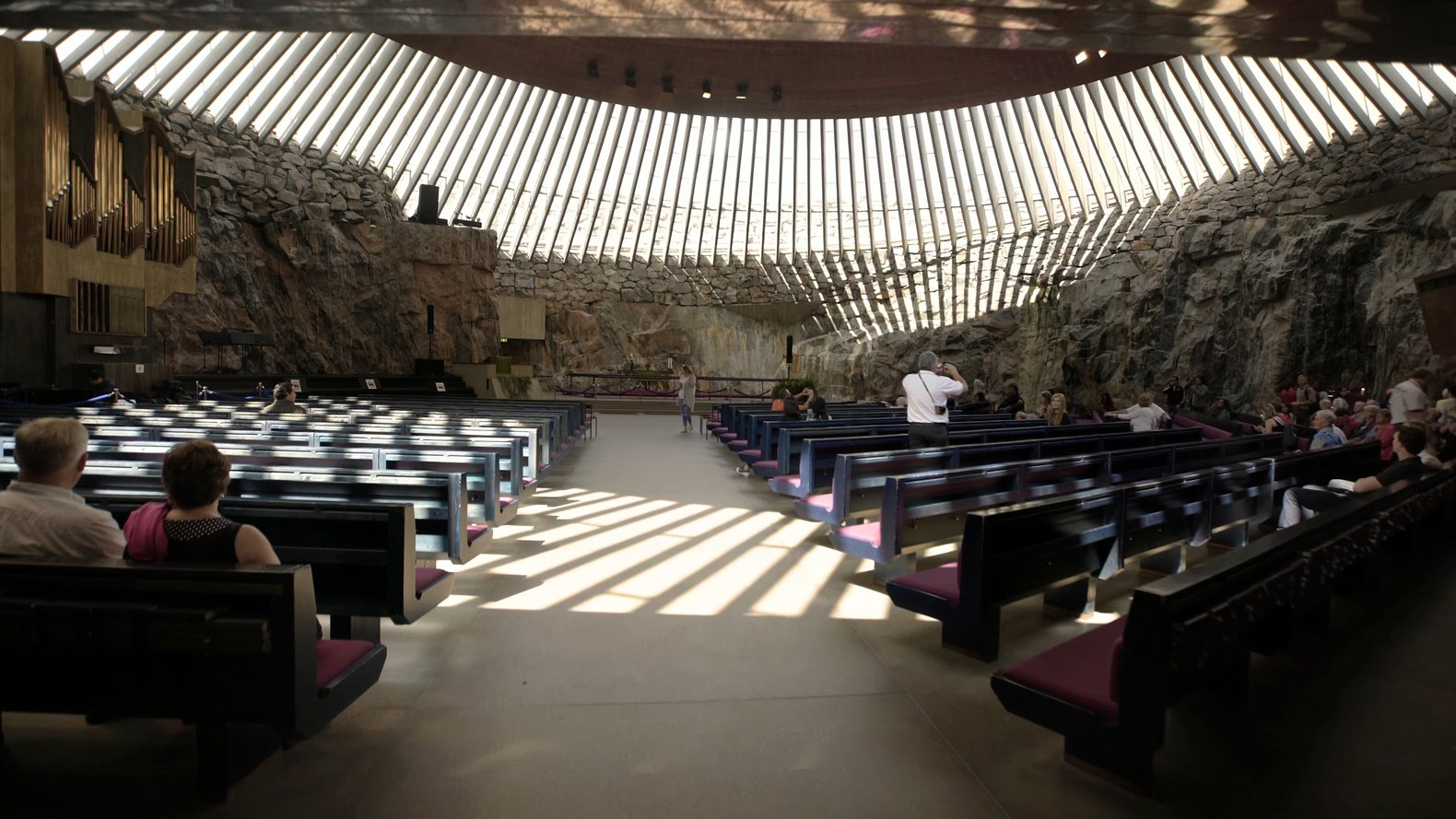
Темппеліаукіо — лютеранська церква побудована прямо в скелі

Гельсінкі — традиційний лідер різноманітних рейтингів міст і столиць світу, які враховують різні параметри, від рівня життя та комфорту, до екологічної ситуації, причому за екологічними показниками Гельсінкі не раз визначались «найчистішою» європейською столицею.
Одним із яскравих свідчень підходів влади до екології і стандартів життя є водопровідна вода відмінної якості, яка постачається у квартири містян одним з найдовших (120 км) тунелів Пяйянне, а бутильована вода з-під крана в Гельсінкі продається навіть у низці країн світу.
Столиця Фінляндії має 31 медичний центр та 8 лікарень, численні заклади культури (див. тут), 70 муніципальних дитячих майданчиків, 25 пляжів, 902 ресторани та 44 готелі. І це при тому, що містом з населенням 560 тисяч мешканців керує лише 85 депутатів.

## Освіта

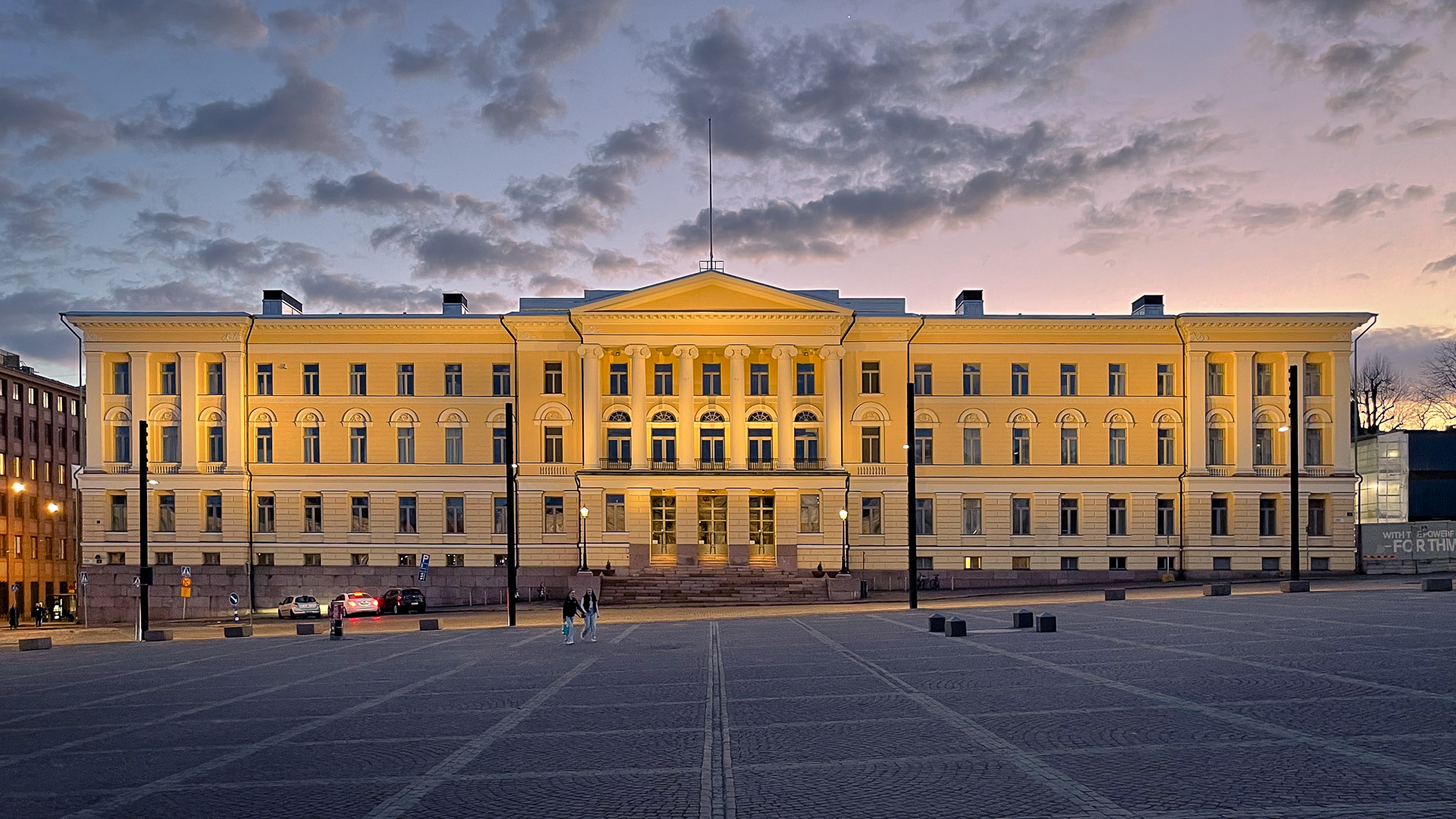
Головна будівля Гельсінського університету

У Гельсінкі налічується 190 загальноосвітніх шкіл, 41 середня школа та 15 професійно-технічних інститутів. Половина з 41 середніх шкіл є приватними або державними, решта — муніципальними. Вищу освіту в місті можна здобути у 8 університетах і 4 політехнічних вишах.
Гельсінські університети:
- Гельсінський університет;
- Школа економіки Hanken;
- Академія образотворчих мистецтв;
- Академія Сібеліуса;
- Театральна академія;
- Фінський національний університет оборони.

Політехнічні виші міста:
- Університет прикладних наук Haaga-Helia;
- Муніципальний Університет прикладних наук;
- Гельсінська політехніка «Аркада».

## Культура

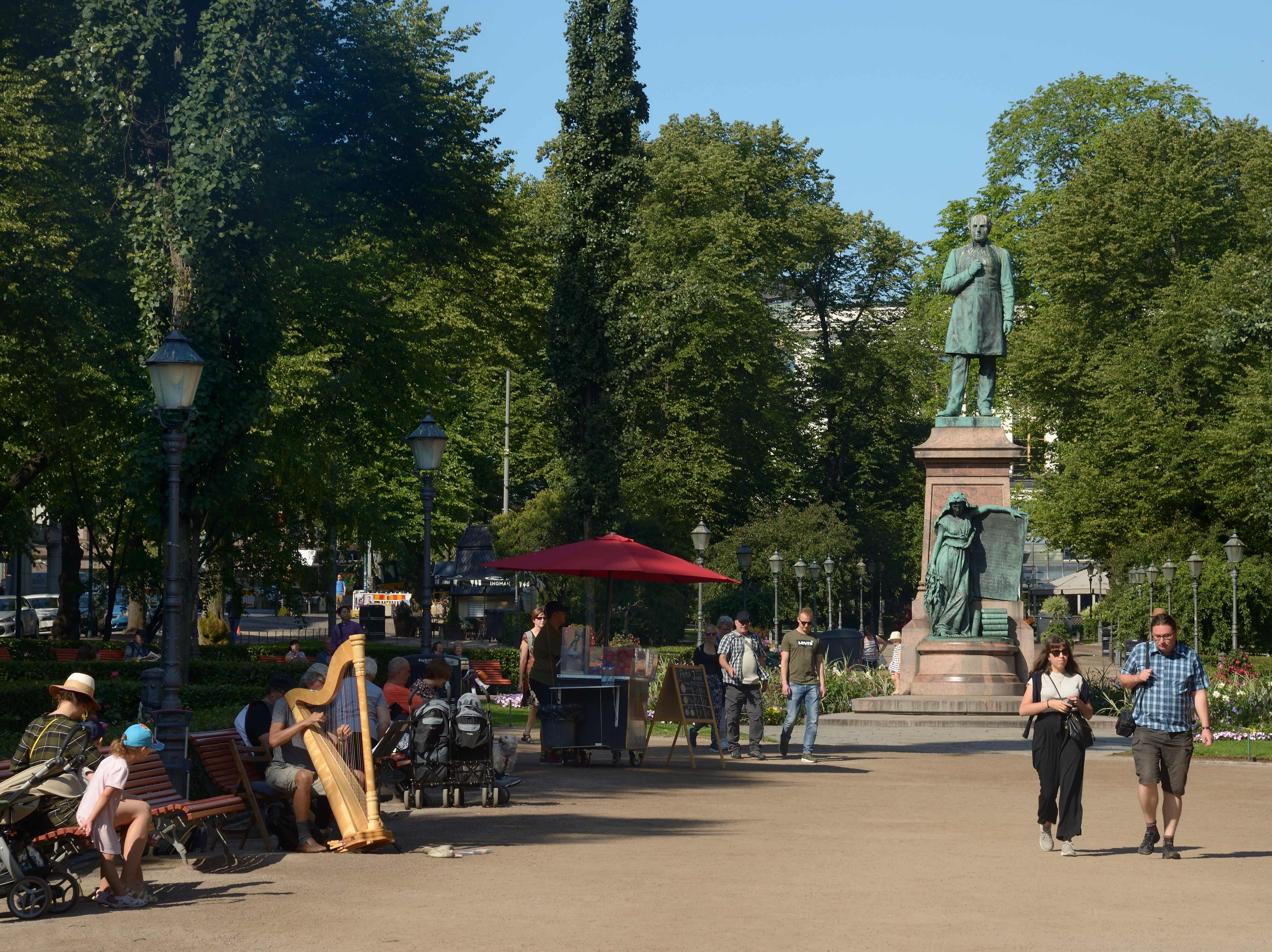
Пам'ятник Югану Людвігу Рунебергу на Еспланаді у Гельсінкі

Гельсінкі — найбільший культурний осередок країни, тут працюють заклади культури і дозвілля державного і муніципального значення: близько 10 театрів і концертних залів, понад 70 музеїв, до 50 кінотеатрів, 50 філіалів міських бібліотек і насамперед Національна бібліотека Фінляндії. Визнанням високого культурного рівня міста стало обрання Гельсінкі культурною столицею Європи у 2000 році.

### Театри і культурні центри

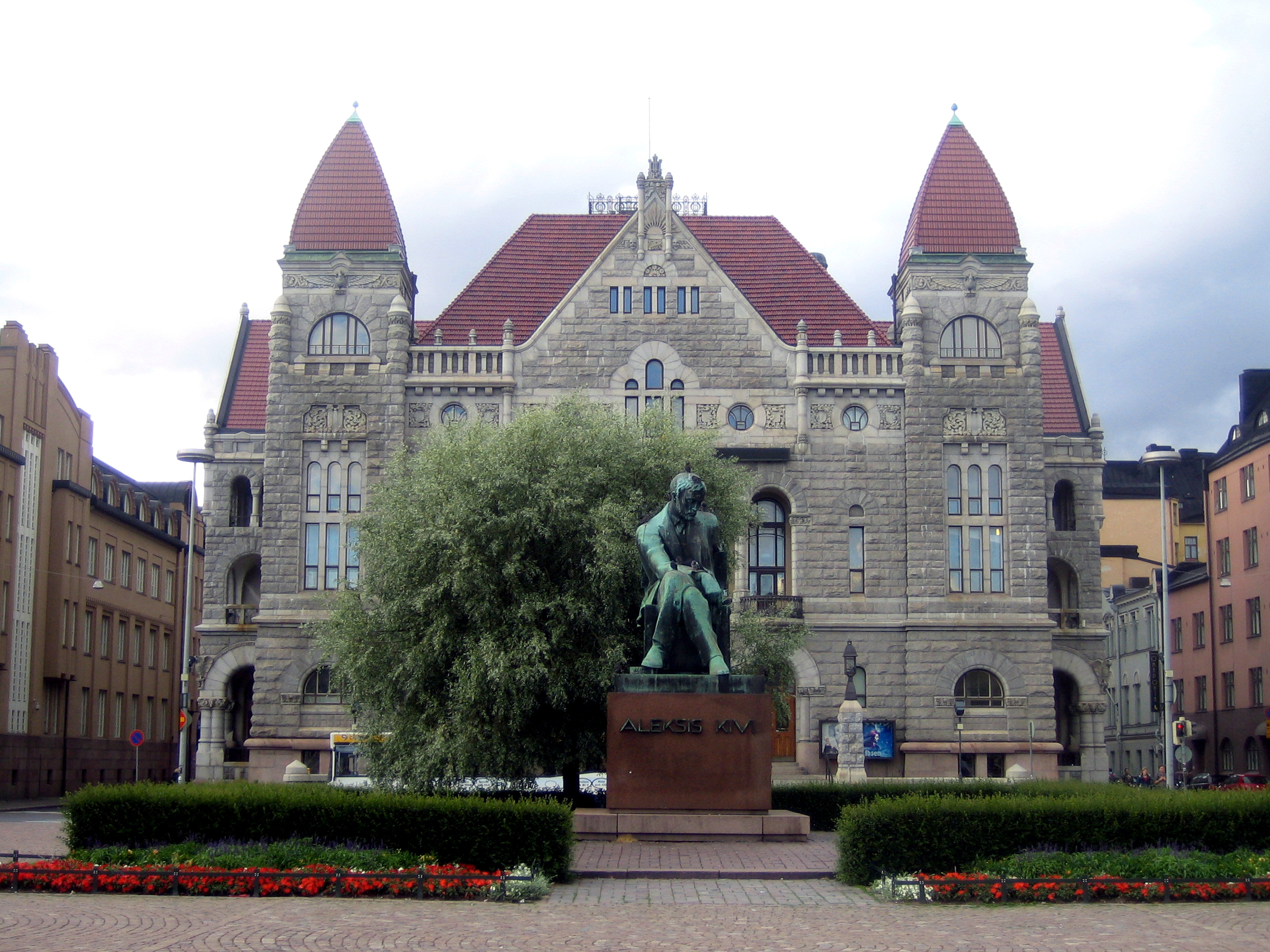
Фінський національний театр розташований у самому центрі Гельсінкі перед площею Раутатіенторі

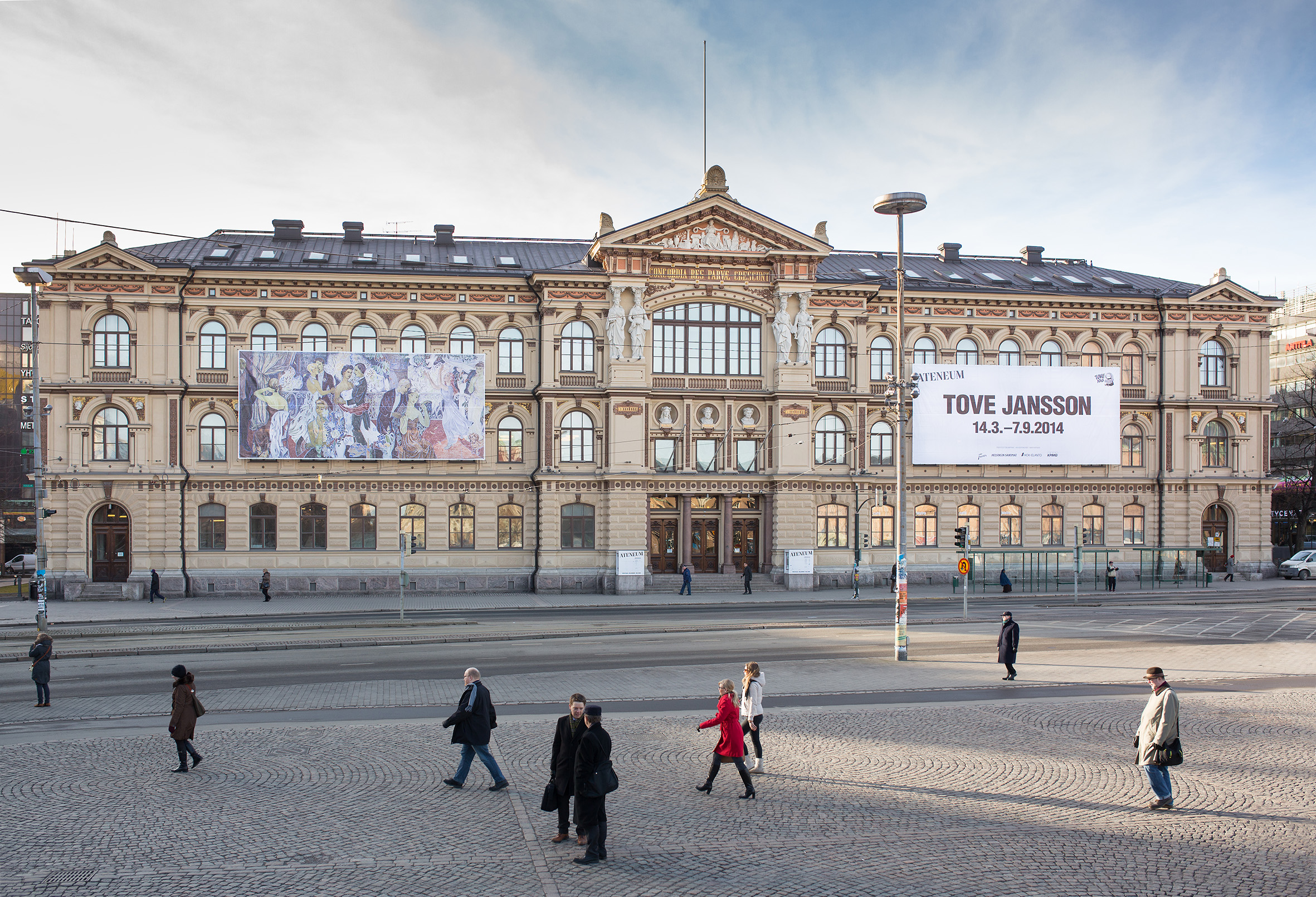
Музей класичного мистецтва Атенеум

У Гельсінкі є Національний оперний театр Фінляндії, а також безліч театрів, серед яких Фінський національний театр, Театр Савой, Міський театр Гельсінкі, Олександрівський театр, Ляльковий театр Сампо.
Центром проведення виставок і фестивалів є «культурна фабрика Korjaamo» (Kulttuuritehdas Korjaamo), зведена 2004 року.

### Музеї
Основні гельсінські музеї:
- Міський музей Гельсінкі, має кілька відділень, у тому числі два літніх музеї: Будинок бюргера і Музей електростанції. Вхід в обидва музеї безкоштовний.
- Національний музей Фінляндії
- Фінська національна галерея
  - Музей класичного мистецтва Атенеум
  - Музей сучасного мистецтва Кіасма
  - Галерея Синєбрюхова
- Фортеця Суоменлінна
- Дім-музей Урхо Кекконена Таммініемі
- Музей пошти
- Музей фінської архітектури
- Художній музей Амоса Андерсона

## Відомі люди
- Єрн Доннер — фінський шведськомовний письменник, режисер, сценарист, продюсер, кінокритик, актор.
- Touko Laaksonen — фінський художник, відрізнявся гомоеротичними, а й часто порнографічними роботами, які містили стилізовані сцени з чоловіками в фетишистських ситуаціях: рабство, БДСМ, домінування. Його роботи сповнені сцен групового сексу та сексу на один раз. Відомий під псевдонімом Tom of Finland (англ. Том з Фінляндії).
- Якоб Юганнес Седергольм — геолог і петрограф.
- Магнус Ліндберг — композитор та піаніст.
- Вяйньо Таннер — політик, дипломат.
- Моріц Стіллер (1883—1928) — шведський актор, сценарист та режисер німого кіно
- Міка Валтарі (1908—1979) — письменник, класик фінської літератури, кіносценарист, драматург і поет
- Джордж Гейнз (1917—2016) — американський актор фінського, українського, польського, французького та голландського походження
- Туве Янссон (1914-2001) — фінська письменниця
- Таня Вебер (* 1926) — італійська акторка і фотомодель фінського походження
- Якоб Седерман (* 1938) — перший Європейський омбудсмен, відомий політичний і державний діяч Фінляндії.

## Посольство України
Посольство України у Фінляндії: Vähäniityntie 9, 00570 Helsinki